# وداد قمري
وداد يوسف قمري (1939-2022) هي ناشطة وسياسية فلسطينية، ولدت في مدينة القدس، من الجيل الأول لحركة القوميين العرب، تعرضت للملاحقات الأمنية والاعتقال بسبب نشاطها السياسي منذ ستينات القرن الماضي، وصدر قرار الاحتلال بإبعادها فعاشت في المنافي والشتات.

## سيرتها
بدأت قمري عملها في قطاع التعليم في مدارس وكالة الغوث، ونشطت في العمل التوعوي للكوادر التدريسية والطالبات بحكم موقعها التعليمي وموقعها في حركة القوميين العرب، فمزجت بين الوعي الوطني والاجتماعي فجعلت للمرأة دوراً فعّال في مقاومة الاحتلال. انتسبت عام 1965 للاتحاد العام للمرأة الفلسطينية، ثم عملت في مراحل التأسيس في أواسط الستينيات من القرن الماضي على إيصال السلاح للمقاومين في حركة القوميين العرب والجبهة الشعبية لاحقًا، والتي كانت تؤسس لانطلاق المقاومة المسلحة للعدو الصهيوني في فلسطين، وبسبب نشاطها هذا اعتقلت عام 1966 وأطلق سراحها إبان عدوان حزيران.  بعد نكسة حزيران عام 1967 اكتشفت قوات الاحتلال أمر مشاركتها في أعمال التحضير للمقاومة، ما أدى لمطاردتها واضطرارها للتخفي ومن ثم الانتقال إلى الأردن باسم مستعار، وكانت في تلك الفترة من المساهمين في تأسيس الجبهة الشعبية لتحرير فلسطين. ثم أصبحت أمينة المكتبة في مركز الأبحاث الفلسطيني. وعملت مع الشهيد القائد وديع حداد وساهمت مع رفيقات أخريات في عملية فك أسر القائد المؤسس جورج حبش عام 1968، واستمرت تعمل مع القائد الشهيد وديع حداد وتنفيذ العديد من المهمات لاحقًا. ثم اعتقلت عام 1982 في السعودية بتهمة الانتماء للجبهة الشعبية لتحرير فلسطين، بعد الأفراج عنها عام 1986 عادت إلى دمشق وأسست مع رفيقاتها اتحاد لجان المرأة الفلسطينية في نفس العام. انتقلت الى الاردن عام 1990 وبقيت مستمرة في عملها النضالي إلى أن أقعدها المرض. ومن سيرتها استوحى الشهيد المبدع غسان كنفاني رواية "برقوق نيسان". وقامت المخرجة المصرية عرب لطفي بإخراج فيلم "احكي يا عصفورة" عن تجربة سبع مناضلات عربيات، كانت وداد قمري إحداهن.

## وفاتها
تُوفيت وداد قمري إثر مرض عضال في العاصمة الأردنية عمَّان، يوم الخميس بتاريخ 30 حزيران 2022، عن عمر ناهز 83 عام.